# 14 января
14 января — 14-й день года  по григорианскому календарю.
До конца года остаётся 351 день (352 дня в високосные годы).
До 15 октября 1582 года — 14 января по юлианскому календарю, с 15 октября 1582 года — 14 января по григорианскому календарю.
В XX и XXI веках соответствует 1 января по юлианскому календарю.

## Праздники и памятные дни
См. также: Категория:Праздники 14 января
- Старый Новый год — Новый год по юлианскому календарю. Традиционно отмечается в странах, церкви которых отмечают Рождество по юлианскому календарю (7 января).
- ЮНЕСКО — Всемирный день логики (с 2019). Предложен Жаном Ивом Безъё, приурочен ко дню рождения Альфреда Тарского и дню смерти Курта Гёделя.

### Национальные
- Тунис — День революции и молодёжи (с 2011).
- Узбекистан — День защитников Родины.

### Религиозные
Католицизм
 — память Барбашмина;
 — память Феликса Ноланского;
 — память Макрины Старшей.
 Православие
 — Обрезание Господне.
 — память святителя Василия Великого, архиепископа Кесарии Каппадокийской (379);
 — память праведной Эмилии, матери святителя Василия Великого (IV век);
 — память мученика Василия Анкирского (ок. 362);
 — память святителя Григория, епископа Назианского, отца св. Григория Богослова (374);
 — память мученика Феодота;
 — память святителя Фульгентия, епископа Руспийского (632);
 — память преподобного Феодосия, игумена Триглийского (VIII век);
 — память мученика Петра Пелопоннесского (1776);
 — память преподобномученика Иеремии (Леонова) (1918);
 — память священномучеников Платона (Кульбуша), епископа Ревельского, и с ним Михаила Блейве и Николая Бежаницкого, пресвитеров (1919);
 — память священномучеников Александра (Трапицына), архиепископа Самарского, Иоанна Сульдина, Иоанна Смирнова, Александра Органова, Вячеслава Инфантова, Александра Иванова, Василия Витевского и Иакова Алфёрова, пресвитеров (1938);
 — память святителя Афанасия (Волховского), чудотворца (1801).

### Именины

#### Католические
- Мужские: Барбашмин, Феликс.
- Женские: Макрина.

#### Православные
- Мужские: Александр, Афанасий, Богдан, Василий, Вячеслав, Григорий, Еремей, Иван, Михаил, Николай, Пётр, Платон, Федосей, Федот, Фульгент, Яков.
- Женские: Эмилия.

## События
См. также: Категория:События 14 января

### До XX века
- 1506 — найдена скульптура Лаокоон и его сыновья.
- 1604 — открылась Хэмптон-Кортская конференция во главе с королём Англии Яковом I для обсуждения требований пуритан по изменению доктрины Англиканской церкви.
- 1610 — В крепость Троице-Сергиева монастыря во время Троицкой осады прорвались отряды Г. Валуева (500 чел.). 22 января осада была поспешно снята.
- 1700 — Пётр I велел русским дворянам носить короткие европейские костюмы вместо старинной длинной одежды[5].
- 1761 — в сражении у индийского города Панипат 90-тысячное войско афганцев (под командованием Ахмад-шаха Дуррани) в союзе с индийскими мусульманскими отрядами полностью уничтожило войско маратхских князей.
- 1790 — Александр Гамильтон зачитывает Конгрессу США свой Первый доклад об общественном кредите.
- 1814
  - В Киле подписаны мирные договоры, положившие конец Англо-датской войне 1807—1814 годов.
  - Открытие Императорской Публичной библиотеки.

### XX век
- 1902 — открыто движение поездов по участку Маньчжурия—Харбин Китайско-Восточной железной дороги.
- 1929 — образована Московская область.
- 1943 — война на Тихом океане: началась эвакуация японских войск с острова Гуадалканал.
- 1952 — в СССР созданы трубопроводные войска.
- 1966 — катастрофа прототипа Ту-134. Погибли 8 человек.
- 1969 — в результате пожара на борту авианосца ВМС США «Энтерпрайз» в районе Гавайских островов погибло 27 человек, уничтожено 15 самолётов.
- 1972 — смерть Фредерика IX и воцарение Маргрете II.
- 1998 — Верховная рада ратифицировала Большой договор.

### XXI век
- 2004 — восстановлен исторический флаг Грузии с крестами.
- 2005 — космический зонд «Гюйгенс» совершил посадку на Титан.
- 2010 — «часы Судного дня» переведены на одну минуту назад.
- 2019 — катастрофа Boeing 707 в Кередже, 15 погибших.
- 2020 — прекращение расширенной технической поддержки Windows 7 и Windows 10 Mobile.
- 2022 — начало извержения вулкана Хунга-Тонга-Хунга-Хаапай (Тонга).
- 2024 — отречение королевы Дании Маргрете II и вступление на престол Фредерика X.

## Родились
См. также: Категория:Родившиеся 14 января

### До XIX века
- 83 до н. э. — Марк Антоний (ум. 30 до н. э.), римский политик и военачальник.
- 38 до н. э. — Друз Старший (ум. 9 до н. э.), римский военачальник, брат императора Тиберия.
- 1273 — Жанна I Наваррская (ум. 1305), королева Наварры (с 1274), супруга короля Франции Филиппа IV Красивого.
- 1683 — Иоганн Готфрид Зильберман (ум. 1753), немецкий органный мастер.
- 1770 — Адам Чарторыйский (ум. 1861), польский и российский государственный деятель.
- 1798 — Исаак да Коста (ум. 1860), нидерландский богослов, писатель и поэт.

### XIX век
- 1801 — Адольф Теодор Броньяр (ум. 1876), французский ботаник, один из основоположников палеоботаники.
- 1806 — князь Михаил Оболенский (ум. 1873), русский историк-архивист.
- 1818 — Захариас Топелиус (ум. 1898), финский писатель.
- 1824 — Владимир Стасов (ум. 1906), русский художественный и музыкальный критик, один из организаторов Товарищества передвижников.
- 1827 — Пётр Семёнов-Тян-Шанский (ум. 1914), русский географ и общественный деятель, вице-председатель Русского географического общества.
- 1836 — Анри Фантен-Латур (ум. 1904), французский художник и литограф.
- 1841 — Берта Моризо (ум. 1895), французская художница-импрессионистка.
- 1848 — Филипп Фортунатов (ум. 1914), российский лингвист, действительный член Петербургской АН.
- 1850 — Алексей Александрович (ум. 1908), четвёртый сын российского императора Александра II, председатель Адмиралтейств-совета (1881—1905).
- 1851 — Людвиг Клайзен (ум. 1930), немецкий химик-органик.
- 1863 — Мануэл Гомеш да Кошта (ум. 1929), португальский политический и военный деятель, один из руководителей Национальной революции 1926 года, президент и премьер-министр Португальской республики.
- 1873 — Моисей Урицкий (убит в 1918), российский революционер, председатель Петроградской ЧК.
- 1875 — Альберт Швейцер (ум. 1965), немецкий теолог и врач, лауреат Нобелевской премии мира (1952).
- 1883 — Нина Риччи (урожд. Мария-Аделаида Нейи; ум. 1970), французский модельер, основательница дома высокой моды Nina Ricci.
- 1891 — Осип Мандельштам (ум. 1938), русский поэт, прозаик, переводчик, эссеист, критик, литературовед.
- 1892 — Мартин Нимёллер (ум. 1984), немецкий протестантский богослов, один из самых известных в Германии противников нацизма.
- 1894 — Василий Немчинов (ум. 1964), статистик, один из основоположников экономико-математического направления советской экономической науки.
- 1895 — Шайхзада Бабич (убит в 1919), башкирский поэт и политик.
- 1896
  - Джон Дос Пассос (ум. 1970), американский писатель португальского происхождения.
  - Иероним Уборевич (расстрелян в 1937), советский военный и политический деятель, командарм 1-го ранга.

### XX век
- 1901 — Биби Дэниелс (ум. 1971), американская актриса.
- 1904 — Бейб Сиберт (погиб 1939), канадский хоккеист, двукратный обладатель Кубка Стэнли.
- 1911 — Анатолий Рыбаков (наст. фамилия Аронов; ум. 1998), русский советский писатель.
- 1919 — Джулио Андреотти (ум. 2013), итальянский политик, трижды премьер-министр Италии.
- 1920 — Люк-Петер Кромбе (ум. 2005), бельгийский художник.
- 1924 — Владлен Бахнов (ум. 1994), советский поэт, журналист, сценарист, драматург.
- 1925
  - Юкио Мисима (наст. имя Кимитакэ Хираока; ум. 1970), японский писатель и драматург.
  - Эрнст Стояспал (ум. 2002), австрийский футболист, бронзовый призёр чемпионата мира (1954).
- 1927
  - Феликс Миронер (ум. 1980), советский кинорежиссёр и сценарист.
  - Зузана Ружичкова (ум. 2017), чешская клавесинистка.
- 1929 — Владимир Кондрашин (ум. 1999), советский и российский баскетбольный тренер, член Зала славы ФИБА.
- 1936
  - Райнер Климке (ум. 1999) — западногерманский спортсмен-конник, 6-кратный олимпийский чемпион в выездке.
  - Алексей Леонтьев (ум. 2004), советский и российский лингвист и психолог.
  - Людмила Пинаева, советская спортсменка (гребля на байдарках), трёхкратная олимпийская чемпионка, 7-кратная чемпионка мира.
- 1938 — Андрей Ладынин (ум. 2011), советский и российский кинорежиссёр, сценарист, актёр.
- 1939 — Наталья Защипина, актриса театра и кино, заслуженная артистка РСФСР.
- 1941
  - Любовь Виролайнен, актриса театра и кино, заслуженная артистка РСФСР.
  - Фэй Данауэй, американская актриса, лауреат премий «Оскар», «Золотой глобус» и др.
- 1942 — Роджер Джексон, канадский гребец, олимпийский чемпион, президент НОК Канады.
- 1943 — Манфред Вольке (ум. 2024), немецкий боксёр, олимпийский чемпион (1968).
- 1948
  - Карл Уэзерс, (ум. 2024), американский актёр, продюсер, режиссёр и бывший профессиональный игрок в американский футбол.
  - Валерий Харламов (погиб в 1981), советский хоккеист, двукратный олимпийский чемпион, 8-кратный чемпион мира.
- 1949 — Лоуренс Кэздан, американский режиссёр и продюсер.
- 1950 — Рамбхадрачарья Свами, индуистский религиозный деятель.
- 1952 — Кэлин Попеску-Тэричану, румынский политик, премьер-министр Румынии (2004—2008).
- 1959 — Анатолий Лобоцкий, советский и российский актёр театра и кино, народный артист РФ.
- 1963
  - Анна Самохина (ум. 2010), советская и российская актриса театра и кино, телеведущая, певица.
  - Стивен Содерберг, американский кинорежиссёр, сценарист, продюсер, лауреат премий «Оскар», «Эмми» и др.
- 1965 — Шамиль Басаев (убит в 2006), чеченский сепаратист, полевой командир.
- 1966 — Марко Хиетала, финский рок-музыкант, бас-гитарист и вокалист симфоник-метал-группы Nightwish.
- 1967
  - Закк Уайлд (наст. имя Джеффри Филлип Виландт), американский рок-музыкант, гитарист-виртуоз, певец, автор песен.
  - Эмили Уотсон, английская актриса.
- 1968 — LL Cool J (наст. имя Джеймс Тодд Смит), американский хип-хоп-исполнитель, продюсер.
- 1969 — Дэйв Грол, американский рок-музыкант, основатель группы Foo Fighters.
- 1971 
  - Лассе Хьюс, норвежский горнолыжник, олимпийский чемпион (1994), трёхкратный чемпион мира.
  - Антониос Никополидис, греческий футбольный вратарь, чемпион Европы (2004).
- 1973 — Джанкарло Физикелла, итальянский автогонщик, участник чемпионата «Формула-1».
- 1975 — Рикке Петерсен-Шмидт, датская гандболистка, двукратная олимпийская чемпионка.
- 1978 — Шон Кроуфорд, американский бегун-спринтер, олимпийский чемпион (2004).
- 1982 — Виктор Вальдес, испанский футбольный вратарь, чемпион мира и Европы.
- 1986  — Йоан Кабай, французский футболист, серебряный призёр чемпионата Европы (2016).
- 1990 
  - Лелиса Десиса, эфиопский бегун-стайер, чемпион мира в марафоне (2019).
  - Арон Силадьи, венгерский фехтовальщик, трёхкратный олимпийский чемпион.
- 1993 — Мария Ласицкене (Кучина) — российская прыгунья в высоту, олимпийская чемпионка (2020), многократная чемпионка мира и Европы.
- 1994 — Коннор Браун, канадский хоккеист, чемпион мира (2021).

## Скончались
См. также: Категория:Умершие 14 января

### До XIX века
- 1676 — Франческо Кавалли (р. 1599), итальянский композитор.
- 1742 — Эдмонд Галлей (р. 1656), английский астроном.
- 1746 — Фрэнсис Хатчесон (р. 1694), шотландский философ.
- 1753 — Джордж Беркли (р. 1685), английский философ, епископ, один из основоположников спиритуализма.

### XIX век
- 1809 — граф Николай Шереметев (р. 1751), российский государственный деятель, коллекционер, меценат.
- 1817 — Пьер Монсиньи (р. 1729), французский композитор, создатель французской комической оперы («Дезертир»).
- 1833 — Серафим Саровский (в миру Прохор Мошнин; р. 1759), один из наиболее почитаемых святых Русской Православной Церкви.
- 1863 — Михаил Нарышкин (р. 1798), русский офицер, декабрист.
- 1867
  - Жан Огюст Доминик Энгр (р. 1780), французский художник.
  - Виктор Кузен (р. 1792), французский философ и политик.
- 1874 — Филипп Рейс (р. 1834), немецкий физик, первый изобретатель телефона.
- 1876 — Модест Корф (р. 1800), русский историк, барон, автор официозного сочинения о восстании декабристов.
- 1882 — Теодор Шванн (р. 1810), немецкий гистолог и физиолог, автор клеточной теории.
- 1892 — Александер Джексон Дэвис[англ.] (р. 1803), американский архитектор.
- 1897 — Константин Бестужев-Рюмин (р. 1829), русский историк, публицист, журналист, академик, юрист.
- 1898 — Льюис Кэрролл (р. 1832), английский писатель и математик.

### XX век
- 1905 — Эрнст Аббе (р. 1840), немецкий физик-оптик.
- 1909 — Зиновий Рожественский (р. 1848), российский флотоводец.
- 1919 — Михаил Дроздовский (р. 1881), генерал, начальник дивизии в Добровольческой армии.
- 1929 — Сергей Нилус (р. 1862), русский духовный писатель.
- 1932 — Юрий Ларин (р. 1882), российский экономист, литератор, политик, журналист.
- 1934 — Поль Вьель (р. 1854), французский инженер, создатель бездымного пороха.
- 1938 — расстрелян Анатолий Пепеляев (р. 1891), российский военачальник, деятель Белого движения.
- 1942 — Пётр Кириллов (р. 1895), советский киноактёр и режиссёр.
- 1943 — Адольф Зандбергер (р. 1864), немецкий композитор.
- 1946 — Сергей Бугославский (р. 1888), русский музыковед, композитор, историк древнерусской литературы.
- 1949 — Гарри Стек Салливан (р. 1892), американский психолог и психиатр, представитель неофрейдизма.
- 1951 — Никита Изотов (р. 1902), советский шахтёр-стахановец, инициатор «изотовского движения».
- 1957 — Хамфри Богарт (р. 1899), американский киноактёр.
- 1965 — Джанет Макдональд (р. 1903), американская актриса и певица.
- 1966 — Сергей Королёв (р. 1907), советский учёный, конструктор ракетно-космических систем.
- 1969 — Георгий Сперанский (р. 1873), педиатр, академик, один из создателей системы охраны материнства и детства в СССР.
- 1972 — Фредерик IX (р. 1899), последний равнокровный династический король Дании (1947—1972).
- 1977
  - Анаис Нин (р. 1903), американская писательница.
  - Питер Финч (р. 1916), английский актёр, обладатель премии «Оскар».
- 1978 — Курт Гёдель (р. 1906), австрийский логик, математик, философ математики.
- 1984
  - Рэймонд Алберт Крок (р. 1902), американский ресторатор, создатель сети ресторанов быстрого обслуживания «McDonald’s».
  - Пауль Бен-Хаим (р. 1897), израильский композитор, дирижёр, педагог.
- 1987 — Дуглас Сёрк (р. 1897), немецкий и американский кинорежиссёр датского происхождения.
- 1988 — Георгий Маленков (р. 1902), советский государственный и партийный деятель.
- 1991 — Лютфи Сарымсакова (р. 1896), актриса театра и кино, народная артистка СССР.
- 1993 — Манфред Ляхс (р. 1914), польский юрист, президент Гаагского трибунала.
- 1994 — Зино Давидофф (р. 1906), швейцарский промышленник, владелец всемирно известного бренда Davidoff.
- 1999 — Ежи Гротовский (р. 1933), польский театральный режиссёр, педагог, теоретик театра.

### XXI век
- 2001 — Виталий Гольданский (р. 1923), российский физико-химик, академик.
- 2007 — Андрей Черкизов (р. 1954), российский журналист, политический обозреватель радиостанции «Эхо Москвы».
- 2004 — Ростислав Горелов (р. 1916), живописец, график, член Союза художников СССР.
- 2009
  - Геннадий Шатков (р. 1932), советский боксёр, олимпийский чемпион (1956).
  - Ян Каплицкий (р. 1937), чешский архитектор.
- 2015 — Дэррен Шахлави (р. 1972), британский актёр и каскадёр иранского происхождения.
- 2016
  - Леонид Жаботинский (р. 1938), советский тяжелоатлет, двукратный олимпийский чемпион (1964, 1968), многократный чемпион мира.
  - Алан Рикман (р. 1946), британский актёр театра и кино, актёр озвучивания, режиссёр.
- 2021
  - Борис Грачевский (р. 1949), советский и российский кинорежиссёр и сценарист, художественный руководитель детского киножурнала «Ералаш» (2002—2021).
  - Леонид Щемелёв (р. 1923), советский и белорусский художник.
- 2022 — Анастасия Вознесенская (р. 1943), советская и российская актриса театра и кино, народная артистка РФ.
- 2023 — Инна Чурикова (р. 1943), советская и российская актриса театра и кино, народная артистка СССР.

## Народный календарь и приметы
Василь-день. Старый Новый год. Начало Страшных вечеров.
- Со времен Василия Великого в этот день популярен на столе жареный «кесаретский» поросёнок, а Василий покровительствует домашним свиньям.
- До еды блюдо с поросёнком трижды поднимали вверх со словами «чтобы свинки поросились, коровушки телились, овечки ягнились»
- Васильев день в году весёлый, то и год таков.
- Коль Васильев день морозный и снежный — быть хорошему урожаю.
- Коли будет туман или выпадет мягкий снег — к урожаю.
- Если вьюга на Василия — к большому урожаю орехов.
- От ясного звёздного неба ожидают хорошего урожая гороха, но замечают, если звезды к утру померкнут, то горох дозреть не успеет.
- Ежели Луна идёт на убыль — весной воды большой не будет, если на прибыль, то весной будет много воды[6].
- Обсыпают зерном пол в избе — на будущий богатый урожай.
- Васильева ночь звездиста — лето ягодисто![7]